# ميخائيل غرين (لاعب كرة مضرب)
ميخائيل غرين (بالإنجليزية: Michael Green)‏ هو لاعب كرة مضرب أمريكي، ولد في 20 فبراير 1937.

## وصلات خارجية
- ميخائيل غرين على موقع رابطة محترفي التنس (الإنجليزية)
- ميخائيل غرين على موقع الاتحاد الدولي لكرة المضرب (الإنجليزية)
- ميخائيل غرين على موقع كأس ديفيز (الإنجليزية)
- ميخائيل غرين على موقع أرشيف التنس.كوم (الإنجليزية)
- ميخائيل غرين على موقع بطولة ويمبلدون (الإنجليزية)
- ميخائيل غرين على موقع خلاصة التنس.كوم (الإنجليزية)